# Ju Chang-jun
Ju Chang-jun (15 maart 1924) is een Noord-Koreaans politicus en diplomaat en voormalig ambassadeur in China.

## Biografie
Chang-jun werd geboren op 15 maart 1924 en studeerde op de Communist Party School in Moskou. Hij werd in 1957 vicedirecteur van de associatie van buitenlandse cultuur en communicatie. Het jaar daarna nam Chang-jun het General Publishing Bureau over en werd hij vervangend directeur van het propagatie- en agitatiebureau van de Koreaanse Arbeiderspartij. Ook was Chang-jun een afgevaardigde van Noord-Korea in het Militaire Wapenstilstandscommittee in 1958. Vijf jaar later werd hij leider van het consulaat-generaal in Myanmar. In 1967 werd Chang-jun benoemd tot directeur van de cultuurassociatie.
In 1972 werd hij secretaris van de directeur van de algemene vergadering van de partij en lid van het Noord-Koreaanse Rode Kruis. In deze functie leidde Chang-jun de Noord-Koreaanse delegatie bij de Rode Kruis-vergaderingen in 1972 tussen Noord- en Zuid-Korea. Het jaar daarna werd hij vicedirecteur van de cultuurassociatie, waarvan hij eerder al directeur was. Chang-jun bleef in deze functie, totdat hij in 1980 tot ambassadeur in Joegoslavië werd benoemd. Drie jaar later werd Chang-jun werd door de algemene vergadering van de partij benoemd tot kandidaat kaderlid. In 1985 was hij de assistent bij gesprekken voor vergaderingen tussen Noord-Koreaanse politici. Hierna nam Chang-jun de officiële dagelijkse krant van de partij over, de Rodong Shinmun, als hoofdredacteur. Van 1988 tot 2000 was hij ambassadeur van Noord-Korea in China. Op 1 juni 1999 ondertekende Chang-jun met de Chinees Yang Wenchang een overeenstemming, waardoor het consulaat van Noord-Korea in Hongkong werd opgericht.
In 2005 ontving hij met nog 50 anderen de Orde van de Koreaanse Hereniging.